# Arto Tolsa
Arto Vilho Tolsa (Kotka, 9 agosto 1945 – Kotka, 30 marzo 1989) è stato un calciatore finlandese, di ruolo centravanti, difensore.

## Palmarès

### Individuale
- Capocannoniere del campionato finlandese: 1

1964 (26 reti)
- Calciatore finlandese dell'anno FA: 3

1971, 1974, 1977
- Calciatore finlandese dell'anno[2]: 3

1971, 1974, 1977